# 钝叶瓦松
钝叶瓦松（学名：Orostachys malacophyllus）为景天科瓦松属的植物。分布在西伯利亚、朝鲜、蒙古以及中国大陆的内蒙古、河北、吉林、黑龙江、辽宁等地，生长于海拔1,200米至1,800米的地区，多生长于岩石缝中，目前尚未由人工引种栽培。